# Nærings- og fiskeridepartementet
Das Nærings- og fiskeridepartementet (NFD) ist das norwegische Wirtschafts- und Fischereiministerium. Seine Zuständigkeit umfasst Handel, Industrie, Schifffahrt, Seewirtschaft und Fischerei. Jan Christian Vestre von der Arbeiderpartiet ist seit Oktober 2021 der Wirtschaftsminister, Arbeiderpartiet-Politikerin Cecilie Myrseth ist seit Oktober 2023 Fischereiministerin.

## Geschichte
Das Ministerium wurde am 1. Oktober 1916 als Ministerium für Handel, Seefahrt, Industrie, Handwerk und Fischerei gegründet und bestand in dieser Form bis zum 30. Juni 1946. Erster Minister war Kristian Friis Petersen. Die abgekürzte Version war Handelsministerium. Es wurde zunächst als Ministerium für Handel, Seefahrt und Industrie weitergeführt, bevor es im Dezember 1947 zum Ministerium für Industrie, Handwerk und Schifffahrt umbenannt wurde. Das Ministerium wurde ab da bis 1987 in seiner Kurzform als Industrieministerium bezeichnet. Im Zeitraum von 1955 bis 1987 wurde es als Ministerium für Industrie und Handwerk geführt.
Zum 1. Januar 1988 wurde die Bezeichnung zu Wirtschaftsministerium geändert. Nach der vorübergehenden Auflösung des Öl- und Energieministeriums änderte sich der Name 1993 zu Wirtschafts- und Energieministerium (Nærings- og energidepartementet). Ab 1996 gab es dabei zwei Ministerposten, wobei einer für den Bereich Wirtschaft und einer für den Bereich Energie gedacht war. Zum 1. Januar 1997 wurde der Bereich Energie erneut ausgegliedert und erneut das Öl- und Energieministerium geschaffen. Das Ministerium wurde in der Folge zum Ministerium für Wirtschaft und Handel (Nærings- og handelsdepartementet) und bestand in dieser Form bis zum 31. Dezember 2013.
Seit dem 1. Januar 2014 trägt das Ministerium seinen aktuellen Namen: Nærings- og fiskeridepartementet. Es entstand durch die Zusammenlegung des Wirtschafts- und Handelsministeriums mit dem Ministerium für Fischerei und Küsten (Fiskeri- og kystdepartementet FKD). Seitdem gibt es erneut zwei Minister, die dem Ministerium zugeteilt sind, wobei einer für Wirtschaft und einer für Fischerei zuständig ist.

## Struktur
Dem Ministerium sind zwei Minister zugeteilt: Der Wirtschafts- und der Fischereiminister, wobei der Wirtschaftsminister der Leiter des gesamten Ministeriums ist. Es ist in acht Abteilungen unterteilt, nämlich den Abteilungen für Verwaltung, Eigentum, Wirtschaftspolitisches, Maritimes, Handelspolitisches, Forschung und Innovation, Fischerei und Meeresnutzung sowie der Abteilung für Wettbewerbspolitik. Zudem gibt es eine Pressestelle. Neben den beiden Ministern bilden drei Staatssekretäre und zwei politische Berater die Führung des NFD. Für die Bereiche Wirtschaft und Fischerei ist je ein Berater zuständig, allerdings gibt es zwei Staatssekretäre, die für den Wirtschaftsminister arbeiten.

## Zuständigkeiten
Das NFD ist derzeit für Wirtschaft, Fischerei und Schifffahrt zuständig. Es ist außerdem für die Verwaltung diverser staatlicher und halbstaatlicher Unternehmen verantwortlich. Dem NFD sind des Weiteren verschiedene Behörden nachgeordnet.

### Behörden
Dem Ministerium unterstehen folgende Behörden: 
- Brønnøysundregistrene
- Direktoratet for mineralforvaltning med Bergmesteren for Svalbard (Mineralverwaltung für Spitzbergen)
- Fiskeridirektoratet (Fischereidirektorat)
- Garantiinstituttet for Eksportkreditt (Exportinstitut)
- Havforskningsinstituttet (Meeresforschungsinstitut)
- Justervesenet (Eichamt)
- Klagenemnda for industrielle rettigheter (Beschwerdekammer für Patentrechte)
- Konkurransetilsynet (Kartellamt)
- Norges geologiske undersøkelse (Behörde für geologische Untersuchungen)
- Norsk akkreditering
- Norsk nukleær dekommisjonering (Behörde für nukleare Angelegenheiten)
- Norsk romsenter (Weltraumbehörde)
- Patentstyret (Patentbehörde)
- Regelrådet
- Sjøfartsdirektoratet (Schifffahrtsdirektorat)

### Verwaltete Unternehmen
Folgende Aktiengesellschaften, an denen der Staat Norwegen mindestens 50 % der Aktien hält, werden vom NFD verwaltet:
- Ambita
- Andøya Space Center (90 % staatlich)
- Argentum Fondsinvesteringer
- Baneservice
- Eksportkreditt Norge
- Electronic Chart Centre
- Entra Eiendom
- Fiskeri- og havbruksnæringens forskningsfinansiering
- Flytoget AS
- GIEK Kredittforsikring
- Innovasjon Norge (51 % staatlich)
- Investinor
- Kongsberg Gruppen (50,001 % staatlich)
- Mesta
- Nammo (50 % staatlich)
- Nomfima (56,84 % staatlich)
- Norges sjømatråd
- Nysnø Klimainvesteringer
- Posten Bring
- Siva - Selskapet for industrivekst
- Space Norway
- Statkraft
- Store Norske Spitsbergen Kulkompani
- Telenor (53,97 %)

Ein weiteres wichtiges Unternehmen unter Verwaltung des NFD ist Norsk Hydro, an welchem der Staat 34,36 % hält.